# 蓝伶俐
蓝伶俐（1976年—），浙江云和人，畲族，中华人民共和国政治人物、第十二届全国人民代表大会浙江地区代表。
毕业于浙江省委党校政治经济学专业，加入中国共产党。2013年，被选为全国人大代表。